# 川口俊和
川口 俊和（かわぐち としかず、1971年4月3日 - ）は、日本の小説家、脚本家、演出家。

## 来歴
舞台『コーヒーが冷めないうちに』で第10回杉並演劇祭大賞受賞。同作小説は、本屋大賞2017にノミネートされ、2018年に映画化。川口プロヂュース代表として、舞台、YouTubeで活躍中。47都道府県で舞台『コーヒーが冷めないうちに』を上演するのが目下の夢。趣味は筋トレと旅行、温泉。モットーは「自分らしく生きる」。

## 著書
- 『コーヒーが冷めないうちに』（2015年12月、サンマーク出版、ISBN 978-4-7631-3507-0 C0093）
- 『この嘘がばれないうちに』（2017年3月、サンマーク出版、ISBN 978-4-7631-3607-7 C0093）
- 『思い出が消えないうちに』（2018年9月、サンマーク出版、ISBN 978-4-7631-3720-3 C0093）
- 『さよならも言えないうちに』（2021年9月、サンマーク出版、ISBN 978-4-7631-3937-5 C0093）
- 『やさしさを忘れぬうちに』（2023年3月、サンマーク出版、ISBN 978-4-7631-4039-5 C0093）
- 『愛しさに気づかぬうちに』（2024年9月、サンマーク出版、ISBN 978-4-7631-4104-0 C0093）